# مخلوط‌کن
مخلوط کن (که گاهی اوقات در انگلیسی بریتانیایی میکسر یا مایع ساز نامیده می‌شود) یک وسیله آشپزخانه ای و آزمایشگاهی است که برای مخلوط کردن، خرد کردن، پوره کردن یا امولسیون کردن غذا و مواد دیگر استفاده می‌شود. یک مخلوط کن ثابت از یک ظرف مخلوط کن با یک تیغه فلزی یا پلاستیکی چرخان در پایین تشکیل شده است که توسط یک موتور الکتریکی که در پایه قرار دارد تغذیه می‌شود. برخی از مدل‌های قدرتمند همچنین می‌توانند یخ و سایر غذاهای منجمد را خرد کنند. مخلوط‌کن‌های مختلف عملکردها و ویژگی‌های متفاوتی دارند، اما آزمایش محصول نشان می‌دهد که بسیاری از مخلوط‌کن‌ها، حتی مخلوط‌کن‌های ارزان‌تر، برای رفع بسیاری از نیازهای مصرف‌کننده مفید هستند. ویژگی‌هایی که مصرف‌کنندگان هنگام خرید مخلوط کن در نظر می‌گیرند شامل علائم اندازه‌گیری قابل مشاهده بزرگ، سهولت استفاده، صدای کم در حین استفاده، مصرف برق (معمولاً ۳۰۰–۱۰۰۰ وات)، سهولت در تمیز کردن می‌باشد.
مخلوط‌کن‌ها با توجه با کاربردشان به دو دستهٔ کلی تقسیم می‌شوند:
- مخلوط‌کن‌های خانگی
- مخلوط‌کن‌های صنعتی

## مخلوط‌کن خانگی

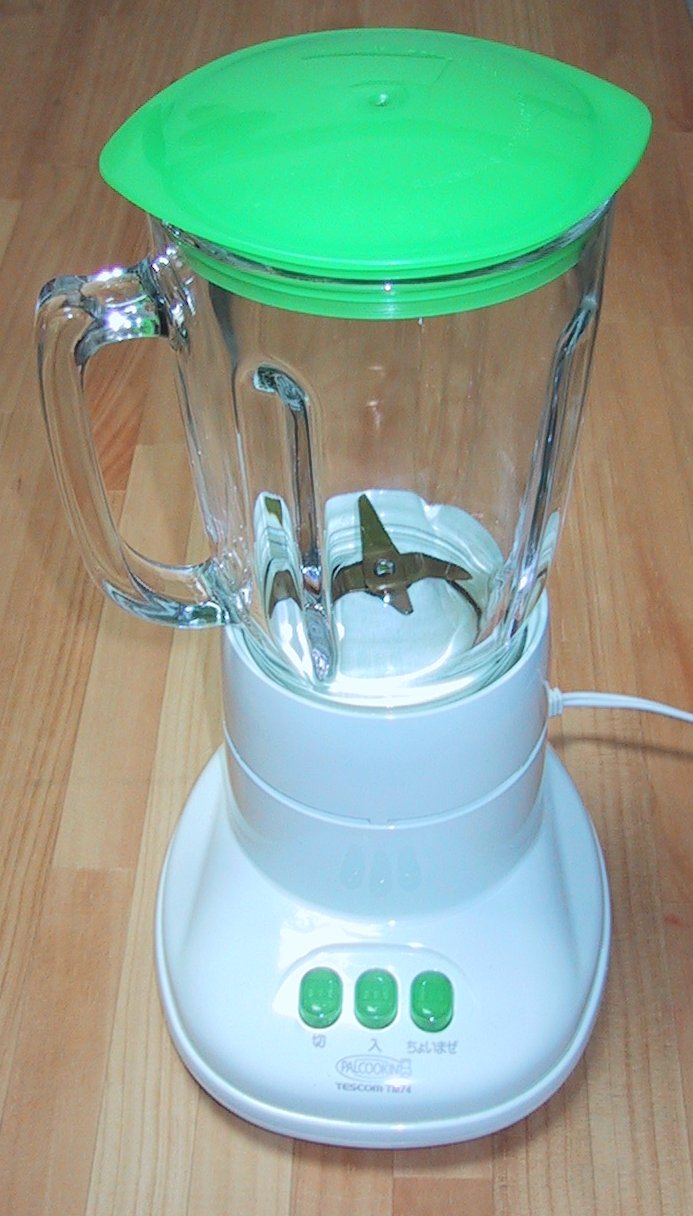
یک دستگاه مخلوط‌کن برقی خانگی

دستگاه مخلوط‌کن خانگی برای مخلوط کردن مایعات و همچنین جهت خرد یا آسیاب کردن گوشت، سیب‌زمینی، پیاز، مغز گردو، برنج، ادویه و اجسام سخت به کار می‌رود.
دستگاه‌های مخلوط‌کن ممکن است پارچ شیشه‌ای یا پلاستیکی داشته باشند. برخی از آن‌ها دکمهٔ یخ دارند که می‌توان از آن برای تهیهٔ انواع نوشیدنی‌های خنک استفاده نمود.
شرکت‌های سازندهٔ این‌گونه لوازم برقی گاهی دستگاه‌های متنوع و جداگانه به بازار عرضه می‌کنند که بعضی از آن‌ها فقط یک کار خاص را انجام می‌دهند و بعضی با استفاده از لوازم یدکی چند کار مختلف را انجام می‌دهند.

### قطعات تشکیل‌دهنده
- درپوش آسیاب: این درپوش از بیرون ریختن مواد آسیاب‌شده جلوگیری می‌کند و مجهز به یک جزء فشاری است که شستیهای آسیاب را حل نموده و موتور را به کار می‌اندازد.
- تیغه آسیاب: تیغه آسیاب شامل دو نیم تیغه‌است که فقط یک طرف آن تیز و برنده‌است روی تیغه کلیدی قرار دارد که با فشار دادن آن تیغه را برمی‌دارند.
- کائوچویی زیر تیغه: این کاسه مواد آسیاب‌شده را در خود نگهداری می‌کند و زیر تیغه، روی بدنهٔ دستگاه، قرار می‌گیرد.
- دکمهٔ کائوچویی: این دکمه جهت نگهداری تیغه مورد استفاده قرار می‌گیرد.
- قسمت مخلوط کن: این قسمت از دستگاه شامل اجزایی به شرح زیر است:

درپوش پلاستیکی که از ریختن مواد مخلوط‌شده به بیرون جلوگیری می‌کند.
تیغهٔ مخلوط‌کن که در وسط مخزن نصب می‌شود.
قسمت آب پرتقال‌گیری: قسمت آب پرتقال‌گیری دستگاه از اجرای زیر تشکیل شده‌است:
درپوش کلاهکی که روی بازوی مخلوط‌کن سوار می‌شود و قسمت وسط آن گردان است.
مخزن که روی دکمهٔ سر موتور سوار می‌شود و بازوی بلندی که با کلاهک درپوش درگیر می‌شود در آن قرار دارد. روی دسته دکمهٔ فشاری قرار دارد.
بدنهٔ اصلی دستگاه که موتور محرک در آن قرار دارد و دکمه‌ای که زیر دستهٔ مخلوط‌کن آن قرار می‌گیرد.
قسمت الکتریکی دستگاه: قسمت الکتریکی آسیاب برقی از قطعات زیر تشکیل شده‌است:
- موتور آسیاب و مخلوط‌کن برقی: موتور از نوع یونیورسال است و وظیفهٔ آن به حرکت درآوردن تیغه به منظور عملیات خرد کردن یا مخلوط کردن مواد است. دور موتور حدود ۱۲۰۰۰ دور در دقیقه و سرعت تیغه نیز همان سرعت محور موتور است. این دستگاه باید به صورت لحظه‌ای حدود ۳ ثانیه روشن و استفاده شود تا نسوزد.
- کلیدهای شستی: کلیدهای شستی در مسیر جریان الکتریکی قرار می‌گیرند و با فشار دادن درپوش آسیاب این کلیدها عمل نموده و موتور الکتریکی به کار می‌افتد.
- پایانه: پایانه محل اتصال سیم‌های رابط و از جنس پلاستیکی است.
- کابل رابط: کابل رابط از نوع ۲x۰٫۷۵ یا ۲x۱ و از نوع افشان است.
- دوشاخه: برای اتصال کابل رابط دستگاه به پریز از دوشاخه استفاده می‌شود.

## مخلوط‌کن صنعتی
مخلوط‌کن‌های صنعتی وسایلی هستند که برای مخلوط کردن انواع مواد به کار می‌روند. این مخلوط‌کن‌ها در صنایع مختلفی مثل صنایع شیمیایی، داروسازی، غذایی، پلاستیک و پتروشیمی، ساختمان و سیمان و بسیاری صنایع دیگر کاربرد دارند.
مخلوط‌کن‌ها با توجه به نوع ماده‌ای که قرار است مخلوط شود، طراحی و ساخته می‌شوند. برای مثال مخلوط‌کنی که برای پودرها به‌کار می‌رود با مخلوط‌کنی که برای مخلوط کردن مایعات طراحی شده متفاوت است. همچنین ظرفیت مخلوط‌کن‌های صنعتی می‌تواند از چند لیتر تا ده‌ها هزار لیتر متغیر باشد.

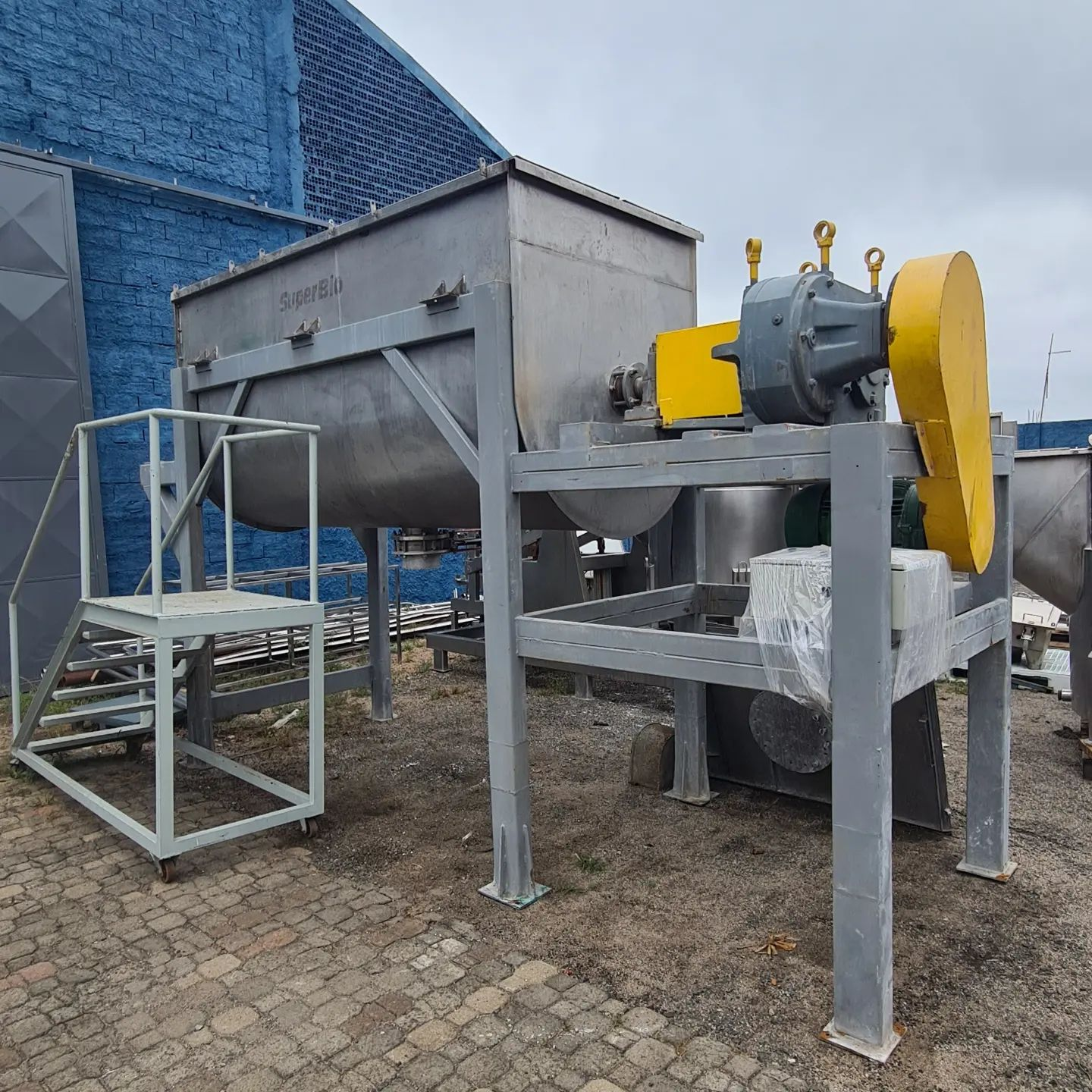
نوعی مخلوط‌کن صنعتی که برای مخلوط کردن مواد پودری، غذایی، پتروشیمی و داروسازی کاربرد دارد

کاربرد اصلی مخلوط‌کن‌ها در صنایع، یکنواخت کردن ترکیب، بافت و خواص مواد است. با استفاده از مخلوط‌کن می‌توان مواد اولیه را به‌طور کامل و یکنواخت با هم مخلوط کرد تا محصول نهایی دارای خواص یکنواخت و مطلوب باشد.
مخلوط‌کن‌ها نقش مهمی در فرایند تولید در بسیاری از صنایع ایفا می‌کنند و باعث افزایش بهره‌وری، کاهش هزینه‌ها و بهبود کیفیت محصول نهایی می‌شوند. مخلوط‌کن‌های صنعتی ابزاری ضروری برای تولید انبوه و صنعتی هستند.

### انواع مخلوط‌کن‌های صنعتی
- مخلوط کن‌های پودری
- مخلوط کن‌های مایع
- مخلوط کن‌های خمیری